# Lista najlepiej sprzedających się singli w Stanach Zjednoczonych
Lista przedstawia najlepiej sprzedające się single w historii w Stanach Zjednoczonych, w oparciu o certyfikaty RIAA. Wszystkie z nich sprzedały się w ponad dwóch milionach kopii, jednak lista nie jest kompletna.

## Certyfikaty RIAA
- RIAA przyznaje certyfikaty tylko wtedy, gdy wytwórnia płytowa za to płaci. Niektóre z nich nie uważają certyfikatów za ważny wyznacznik i nie uiszczają opłat. Dlatego na liście certyfikowanych singli i albumów brakuje bardzo wielu popularnych amerykańskich artystów i ich twórczości.
- RIAA certyfikuje wyłącznie konkretne nagranie piosenki. Na przykład sprzedaż oryginalnego wydania „Candle in the Wind” Eltona Johna nie jest wliczna do sprzedaży wersji z 1997 roku.
- RIAA certyfikowała utwory od 1958 roku. Dlatego żadnego certyfikatu nie posiada m.in. singel „White Christmas” Binga Crosby’ego, który został wydany w 1942 roku. W 1963 roku podano, iż rozszedł się on w 30 milionach kopii, jednak Księga rekordów Guinnessa podaje, że jest to ponad 50 milionów egzemplarzy. Certyfikatu nie ma również „Rock Around the Clock” Billa Haleya & His Comets, który sprzedał się w ponad 25 milionach kopii od 1955 roku. Według Joela Whitburna z Billboardu inne single sprzed 1958 roku, które są w tej samej sytuacji, to „Rudolph, the Red-Nosed Reindeer” Gene’a Autry’ego (8 milionów), „Silent Night” Crosby’ego (7 milionów), „The Prisoner’s Song” Vernona Dalharta (7 milionów), „Paper Doll” The Mills Brothers (6 milionów), „The Tennessee Waltz” Patti Page (6 milionów), „My Blue Heaven” Gene’a Austina (5 milionów) i „Dardanella” Bena Selvina (5 milionów), a także 21 innych singli, które rozeszły się w 2-3 milionach egzemplarzy. Pierwszym oficjalnie certyfikowanym singlem był „Catch a Falling Star” Perry’ego Como w marcu 1958 roku.
- Do 1989 roku złoto przyznawane było singlom za sprzedaż 1.000.000 kopii, a platyna 2.000.000. Od 1 września 1989 roku złoto otrzymuje singel, który rozszedł się w 500.000 egzemplarzy, a platynę w 1.000.000.

## Najlepiej sprzedające się single

### Ponad 8 milionów kopii
- „Candle in the Wind 1997”, Elton John
- „I Gotta Feeling”, The Black Eyed Peas
- „Rolling in the Deep”, Adele
- „We Are the World”, USA for Africa

### Ponad 7 milionów kopii
- „Party Rock Anthem”, LMFAO featuring Lauren Bennett & GoonRock
- „Somebody That I Used to Know”, Gotye featuring Kimbra
- „Call Me Maybe”, Carly Rae Jepsen
- „Thrift Shop”, Macklemore & Ryan Lewis featuring Wanz
- „Poker Face”, Lady Gaga
- „Don’t Stop Believin’”, Journey
- „Blurred Lines”, Robin Thicke featuring T.I. & Pharrell Williams
- „Radioactive”, Imagine Dragons
- „Low”, Flo Rida featuring T-Pain
- „Rudolph, the Red-Nosed Reindeer”, Gene Autry

### Ponad 6 milionów kopii
- „Cruise”, Florida Georgia Line
- „Just Dance”, Lady Gaga featuring Colby O’Donis
- „I’m Yours”, Jason Mraz
- „We Are Young”, Fun featuring Janelle Monae
- „Tik Tok”, Kesha
- „Firework”, Katy Perry
- „I Will Always Love You”, Whitney Houston
- „Boom Boom Pow”, The Black Eyed Peas
- „Moves Like Jagger”, Maroon 5 featuring Christina Aguilera
- „Hey, Soul Sister”, Train
- „Need You Now”, Lady Antebellum
- „Sexy and I Know It”, LMFAO
- „Viva la Vida”, Coldplay
- „Lose Yourself”, Eminem
- „Dynamite”, Taio Cruz
- „Fuck You”, Cee Lo Green
- „Just the Way You Are”, Bruno Mars
- „Love the Way You Lie”, Eminem featuring Rihanna
- „Paper Doll”, The Mills Brothers
- „Tennessee Waltz”, Patti Page

### Ponad 5 milionów kopii
- „Apologize”, Timbaland & OneRepublic
- „E.T.”, Katy Perry featuring Kanye West
- „Love Story”, Taylor Swift
- „Grenade”, Bruno Mars
- „California Gurls”, Katy Perry
- „Someone Like You”, Adele
- „Happy”, Pharell Williams
- „Empire State of Mind”, Jay-Z featuring Alicia Keys
- „Hot n Cold”, Katy Perry
- „Bad Romance”, Lady Gaga
- „Eye of the Tiger”, Survivor
- „Right Round”, Flo Rida featuring Ke$ha
- „Party in the U.S.A”, Miley Cyrus
- „Payphone”, Maroon 5
- „Royals”, Lorde
- „Roar”, Katy Perry
- „Pumped Up Kicks”, Foster the People
- „Stronger”, Kanye West
- „We Found Love”, Rihanna featuring Calvin Harris
- „Home”, Phillip Phillips
- „Crank That”, Soulja Boy
- „Dark Horse”, Katty Perry featuring Juicy J
- „Counting Stars”, OneRepublic
- „Hound Dog/Don’t Be Cruel”, Elvis Presley
- „Not Afraid”, Eminem
- „Sail”, Awolnation
- „Single Ladies (Put a Ring on It)”, Beyoncé
- „Some Nights”, Fun
- „That Silver-Haired Daddy of Mine”, Gene Autry
- „Ballad of the Green Berets”, Barry Sadler
- „Dardanella”, Ben Selvin
- „My Blue Heaven”, Gene Austin

### Ponad 4 miliony kopii
- „I Knew You Were Trouble”, Taylor Swift
- „Give Me Everything”, Pitbull featuring Afrojack, Nayer and Ne-Yo
- „If I Die Young”, The Band Perry
- „OMG”, Usher featuring will.i.am
- „Bleeding Love”, Leona Lewis
- „Fireflies”, Owl City
- „One More Night”, Maroon 5
- „Disturbia”, Rihanna
- „So What”, P!nk
- „Teenage Dream”, Katy Perry
- „Live Your Life”, T.I. gośc. Rihanna
- „Set Fire to the Rain”, Adele
- „Stronger (What Doesn’t Kill You)”, Kelly Clarkson
- „What Makes You Beautiful”, One Direction
- „Hey There Delilah”, Plain White T’s
- „SexyBack”, Justin Timberlake
- „Thriller”, Michael Jackson
- „You Belong with Me”, Taylor Swift
- „I Kissed a Girl”, Katy Perry
- „Just Give Me a Reason”, P!nk featuring Nate Ruess
- „Whatever You Like”, T.I.
- „Big Girls Don’t Cry”, Fergie
- „Can’t Hold Us”, Macklemore & Ryan Lewis featuring Ray Dalton
- „Ho Hey”, Lumineers
- „Locked Out of Heaven”, Bruno Mars
- „How to Save a Life”, The Fray
- „Bohemian Rhapsody”, Queen
- „Lights”, Ellie Goulding
- „Super Bass”, Nicki Minaj
- „Umbrella”, Rihanna featuring Jay-Z
- „Chicken Fried”, Zac Brown Band
- „Rockstar”, Nickelback
- „DJ Got Us Fallin’ in Love”, Usher featuring Pitbull
- „Lollipop”, Lil Wayne
- „When I Was Your Man”, Bruno Mars
- „Raise Your Glass”, Pink
- „I Like It”, Enrique Iglesias featuring Pitbull
- „Use Somebody”, Kings of Leon
- „Wake Me Up”, Avicii
- „We R Who We R”, Kesha
- „Dirt Road Anthem”, Jason Aldean